# ハイロックス
株式会社ハイロックスは、日本のデジタルマイクロスコープ、3D表示機能付マイクロスコープ、ズームレンズのメーカーである。

## 主な商品
- デジタルマイクロスコープ／表面形状解析
- 計測ソフト／寸法測定

## 社史
- 1978年 - 港区赤坂に資本金140万円にて設立。TV用各種レンズの設計販売を開始。
- 1980年 - 弱視者用TVレンズの設計販売を開始。スウェーデン政府に納入を開始。
- 1984年 - 資本金500万円に増資。
- 1985年 - 赤坂より新宿に移転。各種検査機器のシステム開発・設計販売を開始。警察庁へ納入、民間企業へも販売を開始。
- 1988年 - 資本金2,000万円に増資。
- 1989年 - 資本金3,000万円に増資。
- 1990年 - 資本金4,000万円に増資。
- 1991年 - 資本金5,000万円に増資。
- 1995年 - 東京都杉並区高円寺南に本社ビル完成、移転。
- 1997年 - オムロンとパートナー契約を結ぶ。
- 1999年 - 大阪営業所を新設。
- 2000年 - 海外市場へ販売開始。
- 2001年 - Hirox USA設立・アメリカ市場へ本格参入。名古屋営業所を新設。
- 2002年 - Hirox China設立。
- 2005年 - Hirox Korea設立。主要レンズにACS機能（自動校正選択機能）搭載。
- 2006年 - KES・環境マネージメントシステム 第三者認定取得（NO.KES2-7-0016）。HIROX ASIA、HIROX EUROPEを設立。主要機器を「RoHS指令」対応とする。新社屋、東京事業所ビル完成。製造部・品質保証部を東京事業所に移設。
- 2007年 - KH-1300シリーズACS機能付レンズ対応可能となるKES環境機構 第三者認定継続取得（No.KES2-7-0016）。

## 国内拠点
- 東京、大阪、名古屋、仙台、福岡

## 海外拠点
- Hirox-USA Inc
- Hirox China Co.,Ltd
- Hirox Korea Co.,Ltd
- Hirox Asia Ltd
- Hirox Europe